# ایستگاه راه‌آهن صوفیان
ایستگاه راه‌آهن صوفیان در جنوب شرقی شهر صوفیان، استان آذربایجان شرقی واقع شده‌است. این ایستگاه تحت مالکیت شرکت راه‌آهن جمهوری اسلامی ایران قرار دارد و به شهر صوفیان خدمات‌رسانی می‌کند.

## خط راه‌آهن
- خط راه‌آهن تبریز-جلفا (de)
- خط راه‌آهن -وان-صوفیان(-تبریز) (tr)